# Plaosan (Wonoayu)
Plaosan is een bestuurslaag in het regentschap Sidoarjo van de provincie Oost-Java, Indonesië. Plaosan telt 2937 inwoners (volkstelling 2010).